# 博讷方丹
博讷方丹（法語：Bonnefontaine，法語發音：[bɔnfɔ̃tɛn]）是法国汝拉省的一个市镇，属于隆斯勒索涅区。

## 地理
博讷方丹（46°43'42"N, 5°44'49"E）面积8.8 平方千米，位于法国勃艮第-弗朗什-孔泰大區汝拉省，该省份为法国东部内陆省份，北起上索恩省，西北接科多尔省，西临索恩-卢瓦尔省，南至安省，东与杜省和瑞士接壤。
与博讷方丹接壤的市镇（或旧市镇、城区）包括：克罗特奈、费昂蒙塔涅、拉马尔、皮卡罗、蓬迪纳瓦、欧特罗什。

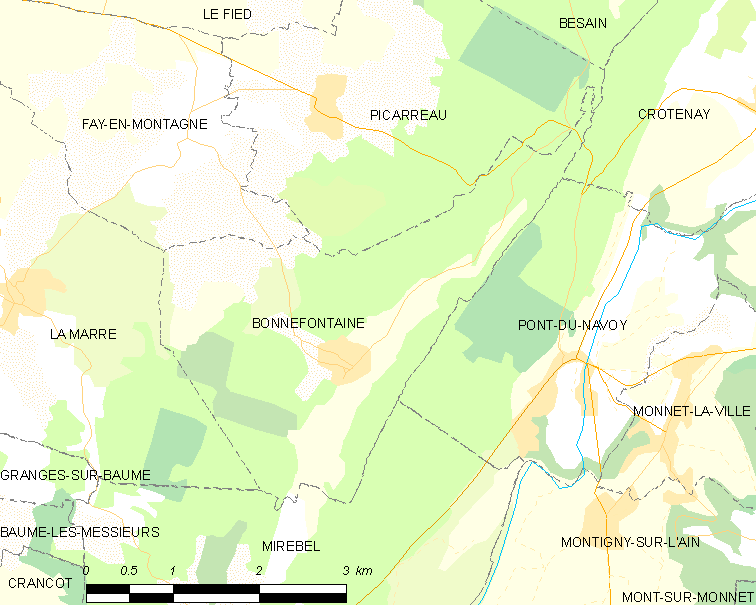
博讷方丹的OSM定位图

博讷方丹的时区为UTC+01:00、UTC+02:00（夏令时）。

## 行政
博讷方丹的邮政编码为39800，INSEE市镇编码为39065。

## 政治
博讷方丹所属的省级选区为波利尼县。

## 人口

1962-2008年间博讷方丹人口变化图示

博讷方丹于2022年1月1日时的人口数量为110人。